# E.E. Clive
E.E. Clive, född 28 augusti 1879 i Blaenavon, Wales, död 6 juni 1940 i North Hollywood, Kalifornien, var en walesisk skådespelare. Efter att ha arbetat som teaterskådespelare i Storbritannien och USA filmdebuterade han 1932 och medverkade sedan som birollsaktör i nära 100 Hollywoodfilmer fram tills hans död 1940.

## Filmografi i urval
- 1933 – Den osynlige mannen
- 1935 – Kapten Blod
- 1935 – Mysteriet Edvin Drood
- 1935 – Frankensteins brud
- 1936 – Draculas dotter
- 1936 – Lille lorden
- 1936 – Den ödesdigra timmen
- 1936 – Kom så gifter vi oss
- 1936 – Situationens herre
- 1937 – Gentleman efter midnatt
- 1937 – The Emperor's Candlesticks
- 1937 – När mörkret faller
- 1937 – När ljusen tändas på Broadway
- 1939 – Ungkarlsmamman
- 1939 – Lilla prinsessan
- 1939 – Herr Raffles gör visit
- 1939 – Rose från Washington Square
- 1939 – Baskervilles hund
- 1940 – En man för Elizabeth